# Keith Meriweather
Keith Meriweather ist ein US-amerikanischer Schauspieler und Stuntman.

## Leben
Meriweather studierte am Valencia College in Orlando im US-Bundesstaat Florida Software Engineer. Ab 1989 folgten erste Tätigkeiten als Stuntman. So wirkte er zu Beginn der 1990er Jahre im Film The Spring Auf der Suche nach dem Kristall des Lebens sowie in den Fernsehserien Superboy, Super Force oder Das Ding aus dem Sumpf in dieser Funktion mit. Ab 2011 folgten erste Rollen als Schauspieler in Film- und Fernsehserienproduktionen. 2013 spielte er die Rolle des Jonathan im Film Sweetwater – Rache ist süß. Außerdem war er im selben Jahr im Katastrophenfilm Hypercane in der Rolle des Captain Wright zu sehen und übernahm in diesem außerdem Tätigkeiten als Stuntman. 2014 spielte er als Stuntman in den Fernsehserien The Originals und Vampire Diaries unter anderen als Stuntdouble für Sebastian Roché in dessen Rolle des Vampirs Mikael mit. 2016 spielte er in zwei Episoden der Fernsehserie Underground die Rolle des Jinx und hatte eine Nebenrolle im Film Hell or High Water inne. 2021 übernahm er die Reitszenen im Film Chaos Walking für Mads Mikkelsen.

## Filmografie (Auswahl)

### Schauspieler
- 2011: The Pinkertons and the Carbon Arc Contrivance (Kurzfilm)
- 2011: Breaking Bad (Fernsehserie, Episode 4x07)
- 2012: Baking Bad (Kurzfilm)
- 2012: Code Name: Geronimo (Fernsehfilm)
- 2012: A Woman Scorn'd (Kurzfilm)
- 2013: Sweetwater – Rache ist süß (Sweetwater)
- 2013: Red Clay (Kurzfilm)
- 2013: Hypercane (500 MPH Storm)
- 2013: Longmire (Fernsehserie, Episode 2x04)
- 2016: Underground (Fernsehserie, 2 Episoden)
- 2016: If Loving You Is Wrong (Fernsehserie, Episode 2x20)
- 2016: Hell or High Water
- 2016: MacGyver (Fernsehserie, Episode 1x06)
- 2017: Justice
- 2019: Scream (Fernsehserie, Episode 3x02)
- 2020: The New Jim Crow: Majority Rules
- 2021: They Want Me Dead (Those Who Wish Me Dead)

### Stunts
- 1990: The Spring Auf der Suche nach dem Kristall des Lebens (The Spring)
- 1990: Superboy (Fernsehserie, Episode 3x04)
- 1990–1992: Super Force (Fernsehserie, 5 Episoden)
- 1992: Das Ding aus dem Sumpf (Swamp Thing, Fernsehserie, Episode 3x04)
- 1993: King’s Ransom
- 1994: Fortune Hunter – Bei Gefahr: Agent Carlton Dial (Fortune Hunter, Fernsehserie, Episode 1x12)
- 1994–1995: seaQuest DSV (Fernsehserie, 4 Episoden)
- 1997: Rosewood Burning (Rosewood)
- 1997: Fire Down Below
- 1998: McCinsey’s Island – Ein tierisches Duo (McCinsey’s Island)
- 2008: Beethovens großer Durchbruch (Beethoven’s Big Break)
- 2010: Jonah Hex
- 2010: Pony Ride (Kurzfilm)
- 2011: In Plain Sight – In der Schusslinie (In Plain Sight, Fernsehserie, Episode 4x05)
- 2011: The Pinkertons and the Carbon Arc Contrivance (Kurzfilm)
- 2011: Cowboys & Aliens
- 2012: The Tin Star (Fernsehfilm)
- 2013: Hypercane (500 MPH Storm)
- 2014: The Originals (Fernsehserie, 6 Episoden)
- 2014: Vampire Diaries (The Vampire Diaries, Fernsehserie, Episode 5x22)
- 2014: A Million Ways to Die in the West
- 2014: Lightning in the Hand (Kurzfilm)
- 2014: Selma
- 2015: The Walking Dead (Fernsehserie, Episode 5x13)
- 2015: Jane Got a Gun
- 2016: Better Call Saul (Fernsehserie, Episode 2x04)
- 2016: Free State of Jones
- 2016: Stürmische Ernte – In Dubious Battle (In Dubious Battle)
- 2021: Chaos Walking